# Gaucher d'Aureil
Pour les articles homonymes, voir Gaucher (homonymie).
Saint Gaucher (né vers 1060, † 1140) est un chanoine régulier du Limousin. Il est célébré le 9 avril en tant que saint de l'Église catholique.

## Biographie
Né au hameau de la Chartre à Brueil-en-Vexin, près de Meulan, dans le Vexin vers 1060, Gaucher passe sa jeunesse entre Brueil-en-Vexin, Juziers et Gargenville avant de se fixer, tout jeune, comme ermite dans la vicomté de Limoges. 
L'appui de l'évêque et du chapitre de la cathédrale l'amena à fonder le prieuré des chanoines réguliers d'Aureil et quelques communautés féminines avoisinantes. 
Ce prieuré dont l'église fut dédiée en 1093 à saint Jean l'Évangéliste s'inspirait des coutumes de saint Ruf de Valence approuvées par le pape Urbain II ; au célibat traditionnel s'ajoutait ainsi le partage de tous les biens. 
Aureil essaima vite, ses chanoines furent responsables de nombreux prieurés et d'une quarantaine de paroisses, dont ceux de Gargenville et de Magny-en-Vexin. Dans le hameau de la Chartre à Brueil-en-Vexin, une chapelle lui était dédiée qui disparut à la Révolution. 
Très mortifié, Gaucher était un prédicateur populaire renommé. Il mourut octogénaire le 9 avril 1140 des suites d'un accident de cheval alors qu'il revenait de Limoges.
L'évêque de Limoges le canonisa en 1194 avec l'autorisation du pape Célestin III. 
On peut citer saint Étienne de Thiers, fondateur de l'ordre de Grandmont, et saint Lambert, fondateur de l'abbaye de la Couronne près d'Angoulême, qui nous ont parlé de lui, ainsi que saint Faucher, son disciple pas très connu.
Ses reliques étaient présentes en Limousin mais également Gargenville.

Le hameau de la Chartre, à Brueil-en-Vexin, abrite une statue de saint Gaucher qui fut élevé en nourrice dans le hameau au début du XIe siècle, qui avait été volé en 1881 avant d'être retrouvé en 2003 à Juziers. L'eau de la fontaine était autrefois réputée avoir un pouvoir contre l'épilepsie.

## Patronage
Saint Gaucher est un patron des bûcherons, activité qu'il a sans doute exercée dans ses débuts d'ermite.

## Source
- Jean-Robert Maréchal, Les Saints Patrons protecteurs, Cheminements
- Jean Becquet, « La vie de saint Gaucher, fondateur des Chanoines réguliers d'Aureil en Limousin », Revue Mabillon, vol. 54,‎ 1964, p. 25-55 (lire en ligne)